# 维托里奥·卢卡雷利
维托里奥·卢卡雷利（義大利語：Vittorio Lucarelli，1928年10月31日—2008年2月16日），意大利男子击剑运动员。他曾获得1956年夏季奥运会男子花剑团体金牌。他也在1955年世界击剑锦标赛上获得男子花剑团体冠军。